# Paul Hoffmann (Politiker, 1879)

Paul Wilhelm Georg Hoffmann

Paul Wilhelm Georg Hoffmann (* 3. Juni 1879 in Berlin-Friedrichshain; † 18. April 1949 in Essen-Werden) war ein deutscher Unternehmer, NSDAP-Politiker, Mitglied des Reichstags und NSDAP-Gauwirtschaftsberater.

## Leben
Nach dem Besuch der Volks- und Bürgerschule machte Hoffmann eine Ausbildung im kaufmännischen Bereich und bekleidete später leitende Stellungen. 1906 gründete er eine Großhandelsfirma, zu der er 1913 eine Asbest- und Gummiwarenfirma hinzu erwarb. Außerdem bekleidete er in einer Reihe mittelgroßer Industriefirmen im Ruhrgebiet Managerposten. Zudem war er Handelsgerichtsrat am Landgericht Essen und ab 1933 Vorstandsmitglied der Industrie- und Handelskammer Essen.
Hoffmann war Ehrenzeichenträger der NSDAP, er war der Partei zum 3. August 1926 beigetreten (Mitgliedsnummer 41.508). Seit 1929 war er Gauwirtschaftsberater im NSDAP-Gau Essen und zwischen dem 7. Juni 1939 und 1945 Ratsherr für die NSDAP in der Stadt Essen. Am 29. März 1936 erhielt er ein Mandat im Reichstag.
Paul Hoffmann wurde auf dem Südwestfriedhof beigesetzt.